# Asesinato de Mushin Ahmed
El 10 de agosto de 2015, el abuelo Mushin Ahmed, de 81 años, fue agredido y abusado racialmente en Rotherham por Dale Jones y Damien Hunt, de 30 años. Murió 11 días después en el hospital. En febrero de 2016, Jones fue condenado por asesinato y sentenciado a cadena perpetua, mientras que Hunt fue declarado culpable de homicidio involuntario y sentenciado a 14 años de prisión.

## Asesinato
Jones y Hunt habían consumido  cocaína el día anterior. Después de abusar racialmente a un taxista asiático,  a las 3:20 am, se encontraron con Ahmed en Doncaster Road. Ahmed estaba vestido con ropa tradicional para asistir a las oraciones de la mañana. Lo siguieron, y Jones hizo la falsa acusación de que Ahmed era un "proxeneta". En Fitzwilliam Road, Hunt golpeó a Ahmed y Jones lo pisoteó y lo pateó en la cara.
Ahmed aún estaba consciente, pero lo abandonaron durante dos horas antes de que lo encontraran. Mientras tanto, Jones y Hunt lavaron sus ropas de sangre, y este último fue a pescar para tener una coartada. La víctima murió once días después por fracturas en la cara y en la cuenca del ojo y daño cerebral. 

## Investigación
La policía decidió investigar a Dale Jones y Damien Hunt quienes aparecían en las imágenes de las cámaras de seguridad que había en el lugar de los hechos y descubrió que la huella de las zapatillas de deporte de  Jones coincidía con una lesión en la cara de Ahmed, mientras que el ADN de Hunt se encontró en su dentadura postiza rota.  Al verse descubiertos, los asesinos se culparon uno a otro del crimen. El Tribunal de la Corona de Sheffield condenó a Jones por asesinato. Se presentó el mismo cargo contra Hunt pero finalmente solo lo condenaron por homicidio.